# Amiel Flett-Brown
Amiel Flett-Brown (Montreal, 25 september 1994) is een Canadees baan- en wegwielrenner. Hij behaalde in 2020 een derde plaats op de ploegenachtervolging tijdens de wereldbeker baanwielrennen in Milton. 

## Overwinningen

### Baanwielrennen
| Jaar      | CK        | PK        | WK        | Overig    |
| Als elite | Als elite | Als elite | Als elite | Als elite |
| --------- | --------- | --------- | --------- | --------- |
| 2018      | scratch   |           |           |           |
| 2017      |           |           |           |           |
| 2018      |           |           |           |           |
| 2019      | omnium    |           |           |           |
| 2020      |           |           |           |           |